# Myersina nigrivirgata
Myersina nigrivirgata är en fiskart som beskrevs av Akihito och Meguro, 1983. Myersina nigrivirgata ingår i släktet Myersina och familjen smörbultsfiskar. Inga underarter finns listade i Catalogue of Life.